# Raná (Žejbro)
Die Raná (deutsch Schwarzer Bach) ist ein linker Zufluss des Žejbro in Tschechien.

## Verlauf
Die Raná entspringt im Norden der Saarer Berge (Žďárské vrchy) auf dem Dědovský kopec. Ihre Quelle liegt am westlichen Ortsrand von Dědová. Der Bach fließt anfänglich nach Westen, nimmt jedoch auf seinem Oberlauf nördliche Richtung und fließt westlich von Kladno zwischen der Čertovina (652 m. n.m.) und den Boroviny (629 m. n.m.) durch ein bewaldetes Tal.
Am Mittellauf der Raná erstrecken sich die Dörfer Vojtěchov, Hyvel, Raná und Oldřetice. Der Bach wird in Vojtěchov und Oldřetice zweimal von der Bahnstrecke Havlíčkův Brod–Pardubice überbrückt.
Der Unterlauf des Baches führt in der Skutečská pahorkatina (Skutscher Hügelland) durch das Dorf Radčice, wo er von der Bahnstrecke Svitavy–Žďárec u Skutče überquert wird. Nach 9,2 km mündet die Raná in Žďárec u Skutče in den Žejbro. Ihr Einzugsgebiet umfasst 19,8 km².

## Zuflüsse
- Dolský potok (r), bei Oldřetice
- Kotelský potok (r), in Radčice